# Josef Wenda
Josef Wenda (* 18. September 1890 in Bruß; † 16. Oktober 1940 im KZ Gusen) war ein deutscher römisch-katholischer Lehrer und Märtyrer.

## Leben
Josef Wenda besuchte Schulen in Pelplin, Bromberg und Konitz. Nach dem Abitur studierte er erfolgreich Geschichte und Geographie an der Adam-Mickiewicz-Universität Posen und unterrichtete nacheinander in Posen, Bromberg, Konitz und ab 1938 am polnischen Gymnasium in Marienwerder. Am 25. August 1939 wurde er zusammen mit Stanislaus Zuske von den  Nationalsozialisten wegen Förderung des Polentums verhaftet. Über mehrere Konzentrationslager kam er in das KZ Gusen und wurde dort am 16. Oktober 1940 ermordet. Er war 50 Jahre alt.

## Gedenken
Die Römisch-katholische Kirche in Deutschland hat Stanislaus Zuske als Märtyrer aus der Zeit des Nationalsozialismus in das deutsche Martyrologium des 20. Jahrhunderts aufgenommen.